# Roberto Labandera
Roberto Edgardo Labandera Ganachipi (* 1. November 1954 in Sarandí Grande) ist ein in Uruguay gebürtiger Politiker Kataloniens.
Der der Partit dels Socialistes de Catalunya angehörige gebürtige Uruguayer lebt mit seiner Familie seit mehr als 20 Jahren in der Provinz Barcelona in Vilafranca del Penedès. Er ist Abgeordneter im Parlamento de Cataluña, dem katalanischen Parlament.